# Риджвей (Південна Кароліна)
Риджвей (англ. Ridgeway) — місто (англ. town) в США, в окрузі Ферфілд штату Південна Кароліна. Населення — 266 осіб (2020).

## Географія
Риджвей розташований за координатами 34°18′24″ пн. ш. 80°57′36″ зх. д. / 34.30667° пн. ш. 80.96000° зх. д. (34.306542, -80.960082).  За даними Бюро перепису населення США в 2010 році місто мало площу 1,26 км², уся площа — суходіл.

## Демографія
Згідно з переписом 2010 року, у місті мешкало 319 осіб у 137 домогосподарствах у складі 97 родин. Густота населення становила 254 особи/км².  Було 156 помешкань (124/км²).
Расовий склад населення:
| - 53,3 % — білих - 45,5 % — чорних або афроамериканців |

До двох чи більше рас належало 0,6 %. Частка іспаномовних становила 0,9 % від усіх жителів.
За віковим діапазоном населення розподілялося таким чином: 21,3 % — особи молодші 18 років, 61,8 % — особи у віці 18—64 років, 16,9 % — особи у віці 65 років та старші. Медіана віку мешканця становила 46,3 року. На 100 осіб жіночої статі у місті припадало 87,6 чоловіків;  на 100 жінок у віці від 18 років та старших — 85,9 чоловіків також старших 18 років.
Середній дохід на одне домашнє господарство  становив 49 958 доларів США (медіана — 44 444), а середній дохід на одну сім'ю — 61 816 доларів (медіана — 51 250). За межею бідності перебувало 23,6 % осіб, у тому числі 24,1 % дітей у віці до 18 років та 4,0 % осіб у віці 65 років та старших.
Цивільне працевлаштоване населення становило 177 осіб. Основні галузі зайнятості: освіта, охорона здоров'я та соціальна допомога — 31,1 %, фінанси, страхування та нерухомість — 17,5 %, виробництво — 15,8 %.